# HD 204313
HD 204313 is een ster in het sterrenbeeld Steenbok (Capricornus). De ster is van het type G en heeft drie bevestigde exoplaneten. De ster is net iets groter dan de Zon en ligt op een afstand van 155 lichtjaar. 

## Planetenstelsel
Het planetenstelsel van de ster werd ontdekt in augustus 2009 na het vinden van de gasreus HD 204313 b. Deze vondst werd gedaan door de Euler Swiss Telescope dat onderdeel uitmaakt van het La Silla-observatorium. Hierbij werd de radiële snelheid bestudeerd om het bestaan van de planeet te bevestigen. 
In 2011 werd de exoplaneet HD 204313 c bevestigd en een jaar later kwam daar HD 204313 d bij als derde planeet.
| Planeet | Massa             | Halve lange as (AE) | Omlooptijd (dagen) | Excentriciteit | Straal |
| ------- | ----------------- | ------------------- | ------------------ | -------------- | ------ |
| b       | 0,054 ± 0,0054 MJ | 0,2103 ± 0,0035     | 34,87              | 0,17 ± 0,09    | —      |
| c       | 3,55 ± 0,2 MJ     | 3,04 ± 0,06         | 1920,1             | 0,23 ± 0,04    | —      |
| d       | 1,68 ± 0,3 MJ     | 3,93 ± 0,14         | 2831,6             | 0,28 ± 0,09    | —      |